# Дьяков Володимир Анатолійович
Володи́мир Анато́лійович Дья́ков (14 червня 1919, с. Бакали — 16 листопада 1995, Москва) — російський історик-славіст, іноземний член Польської АН.

## Біографія
Народився в с. Бакали Казанської губернії (нині село в Республіці Татарстан, РФ). 1938—1941 — студент Московського історико-архівного інституту. На початку Німецько-радянської війни 1941—1945 добровольцем пішов на фронт, командир артилерійського взводу, був поранений, нагороджений бойовими орденами й медалями. 1947 заочно закінчив навчання в Московському історико-архівному інституті. 1952 демобілізований. 1954—1957 — аспірант Московського обласного педагогічного інституту, 1957—1958 — ст.н.с. Військово-історичного архіву, 1958—1959 — учений археограф Головного архівного управління при РМ СРСР. 1959 захистив кандидатську дисертацію на тему: «Російська військова історіографія останньої чверті XIX ст.». Від 1960 — в Інституті слов'янознавства (згодом Інститут слов'янознавства та балканістики АН СРСР): ст.н.с., учений секретар, зав. сектором, в останні роки життя — провідний н.с. 1966 захистив докторську дисертацію на тему: «Революційний рух у російській армії та його взаємодія з польським революційним рухом».
Проблема революційних зв'язків російського й польського революційного руху, що впродовж десятиліть була основною темою його наукових досліджень, обумовлювала його інтерес до історії визвольного руху в Україні. Він цікавився революційною діяльністю А.Потебні. 1964 у Москві й Варшаві вийшла його книга «Польські друзі Тараса Шевченка», 1970 опублікував розвідку, де йшлося про М.Драгоманова (на жаль, в останній Дьякову не вдалося піднятися над тодішніми традиційними оцінками лідера українського визвольного руху 19 ст.). Активний організатор і видавець 25-томного документального видання з історії польського повстання 1863—1864, брав участь і в підготовці двотомника «Суспільно-політичний рух на Україні. 1856—1864» (К., 1974). Починаючи з 1980-х рр., розробляв питання використання слов'янської ідеї Російською імперією. Був головою Міжнародного комітету славістів, 1990—1992 очолював Комісію з історії світової славістики.
Помер у м. Москва.